# Товарищества грозненского нефтяного производства И. А. Ахвердов и Ко
«Товарищества грозненского нефтяного производства И. А. Ахвердов и Ко» — одна из крупнейших нефтепромышленных компаний дореволюционной России.

## История
Основателем, построившим первые нефтедобывающие скважины и заложившим первые крупные нефтяные заводы, взамен существовавших тогда в Грозном небольших нефтяных промыслов и заводов, был адвокат Иосиф Аветович Ахвердов. Грозненские промыслы Ахвердовым были выкуплены у предпринимателя Шимона Нитабуха, которому были сданы на откуп в 1885—1895 годы богатейшие нефтеносные территории в станицах Грозненской, Алхан-Юрт и Карабулак общей площадью в 45 десятин.
Компанией «И. А. Ахвердов и Ко» была заложена первая буровая скважина № 1 на Алхан-Юртовском станичном участке и 28 июня 1893 года строительная бригада преступила к паровому бурению. 6 октября 1893 года из скважины, пробурённой работниками предприятия промышленным способом на глубину 132 метра, забил мощный нефтяной фонтан, положивший начало промышленной разработке грозненских нефтяных полей. Только за первые две недели фонтан дал 150 тысяч пудов нефти. Это событие вошло в историю под названием «Нефтяной ажиотаж». В Грозненский район устремились российские и иностранные нефтепромышленники, активно разрабатывать промыслы начали терские нефтепромышленники. С 1896 года грозненская нефть начинает крупными партиями поступать в большие промышленные города России, 20 млн пудов нефти было экспортировано в Англию и в другие страны Европы. Посмотреть на грозненское нефтяные месторождения в 1895 году приезжал Д. И. Менделеев.
Ахвердов вместе с предпринимателем Русановским запланировали строительство двух крупных нефтеперерабатывающих заводов, а также двух трубопроводов, так как вследствие быстрого увеличения добычи нефти старый грозненский завод «Братья Мирзоевы и Ко» уже не был в состоянии освоить такие объёмы сырья. В соответствии с этим 9 марта 1895 года было передано «Прошение» от фирмы «И. А. Ахвердов и Ко» с просьбой одобрить строительство керосинового завода, а также складов для хранения различных видов топлива и масел, нефти и продуктов её переработки с целью дальнейшей продажи.
10 апреля 1895 года общество договорилась с английской «Steward limited» на постройку завода.
Владельцы товарищества, заработав от Лондонской компании приличный капитал, предоставили гарантии на имя гражданина Великобритании Фридриха Вильяма Гарбут, на доверительное правление возведением объектов общества от фирмы «Steward limited». В этом же году началось строительство завода. Нефтеперерабатывающий завод предприятия «И. А. Ахвердов и Ко», возведённый британской «Steward limited», начал свою промышленную деятельность 10 ноября 1895 года и стал первым предприятием Грозненской нефтеперерабатывающей отрасли. До августа 1899 года на заводе велось только испытательное производство и только в сентябре 1899 года он был выведен на проектную мощность.
Электростанция, построенная на нефтеперегонном заводе Ахвердова, возведённая в Грозненском районе английской «Steward limited», была одной из самых передовых на то время в Чечне. Позже, в 1910-е годы товариществом «Ахвердов и Ко» и иностранным акционерным объединением «Торговый дом Шпис, Стукен и Ко» были возведены ещё две более передовые и мощные электростанции, которые заложили основу будущей ТЭЦ «Красная турбина». На основной турбинной станции общества в 1912 года было запущено 3 агрегата силовой мощностью по 600 л. с. каждый и генераторным напряжением 2150 вольт. Установка производила энергию на газовых двигателях. В апреле 1896 года нефтеперерабатывающий завод производил до 10 тысяч пудов керосина в сутки, который целиком шёл за границу. Вначале нефтяной завод Ахвердова в Грозном имел небольшие мощности — не более 1600 тонн нефти в год. Впоследствии завод мог вырабатывать примерно 20 млн пудов нефти в год. В это время общество «И. А. Ахвердов и Ко» перешло в бельгийскую компанию акционерного общества «Петроль де Грозни» во главе которой стоял знаменитый в деловых кругах и связанный с Ротшильдами антверпенский банкир И. Ватеркейн. Его новыми собственниками в конце XIX века были применены огромные средства в целях развития, реорганизации и переоснащению всего его предприятия и нефтяного производства. В частности, были проведён нефтепровод от промыслов к железной дороге в Грозном, построено до 40 нефтехранилищ, расширен и переоснащён нефтяной завод, территория где находилось производство в 1896 году была расширена с 3 до 9 десятин. Значительно увеличился земельный фонд общества — с 73 дес. в 1896 году до 645 десятин. К началу XX века товарищество «И. А. Ахвердов и Ко» занимает монопольный статус в Грозном. Около 1908 года Иосиф Ахвердов заключил договор на поставку бензина в Англию. Контракты с британскими компаниями были заключены на 10 лет.
Для доступа грозненской нефти на Астраханско-Волжский рынок общество Ахвердова в 1913 году начало строительство и уже летом 1914 года завершило прокладку нефтепровода Грозный — Порт-Петровск диаметром 200 мм, протяжённостью 162 км с четырьмя насосными установками. Назначение трубопровода — транспортировать нефть (700 тысяч тонн в год) для переработки в Порт-Петровске, где для этой цели был построен нефтеперерабатывающий завод. В 1914 году общество «Ахвердов и Ко» сдало братьям Нобель всю свою собственность по транспортировке, хранению и реализацией нефтепродуктов: склады, вместимостью в 3,7 млн пудов в 8 регионах страны, 201 вагонов-цистерн, 4 буксирных судна, 2 шхуны и 13 больших нефти барж в России и вошло в состав треста «Братья Нобель», одного из трёх транснациональных объединений («Royal Dutch Shell», «Nobel» и «Russian General Oil Corporation», сокращённо «Ойл»), которые зародились в нефтяной промышленности Кавказа к началу Первой мировой войны эти нефтяные корпорации держали в своих руках 86 % всех акционерных капиталов и 60 % всей добычи в стране. Эти компании владели 12 из 15 больших кавказских нефтяных магистралей, то есть 90 % выхода промышленной нефти к заводам и причалам.

## Состав правления
- И. Г. Ватеркейн — глава Бельгийского банка «Креди насьональ эндустриэль»[8]
- А. И. Королёв
- М. И. Фирсов
- Д. В. Данчич
- А. Вандевиль
- А. А. Пурбе — управляющий Грозненской главной конторой[9]

## Галерея
- Рабочие завода Ахвердов и Ко.
- Общий вид завода, 1905-1906 гг.